# Соколово (Богородський міський округ)
Соколо́во (рос. Соколово) — присілок у складі Богородського міського округу Московської області, Росія.

## Населення
Населення — 411 осіб (2010; 176 у 2002).
Національний склад (станом на 2002 рік):
- росіяни — 100 %